# Pacourina
Pacourina é um género botânico pertencente à família Asteraceae.

## Espécie
- Pacourina edulis Aublet

1. ↑  «Pacourina — World Flora Online». www.worldfloraonline.org. Consultado em 19 de agosto de 2020